# جیمز میرلس
جیمز میرلس (به انگلیسی: James Mirrlees)
(زاده ۵ ژوئیه ۱۹۳۶ – درگذشته ۲۹ اوت ۲۰۱۸) اقتصاددان اسکاتلندی بود که در سال ۱۹۹۶ موفق به دریافت جایزه نوبل اقتصاد شد.